# San Francisco, Cosamaloapan de Carpio
San Francisco är en ort i Mexiko.   Den ligger i kommunen Cosamaloapan de Carpio och delstaten Veracruz, i den sydöstra delen av landet, 400 km öster om huvudstaden Mexico City. San Francisco ligger 15 meter över havet och antalet invånare är 752.
Terrängen runt San Francisco är mycket platt. Runt San Francisco är det ganska glesbefolkat, med 34 invånare per kvadratkilometer. Närmaste större samhälle är Cosamaloapan de Carpio, 6,5 km nordost om San Francisco. Trakten runt San Francisco består till största delen av jordbruksmark.